# Wandelnetwerk

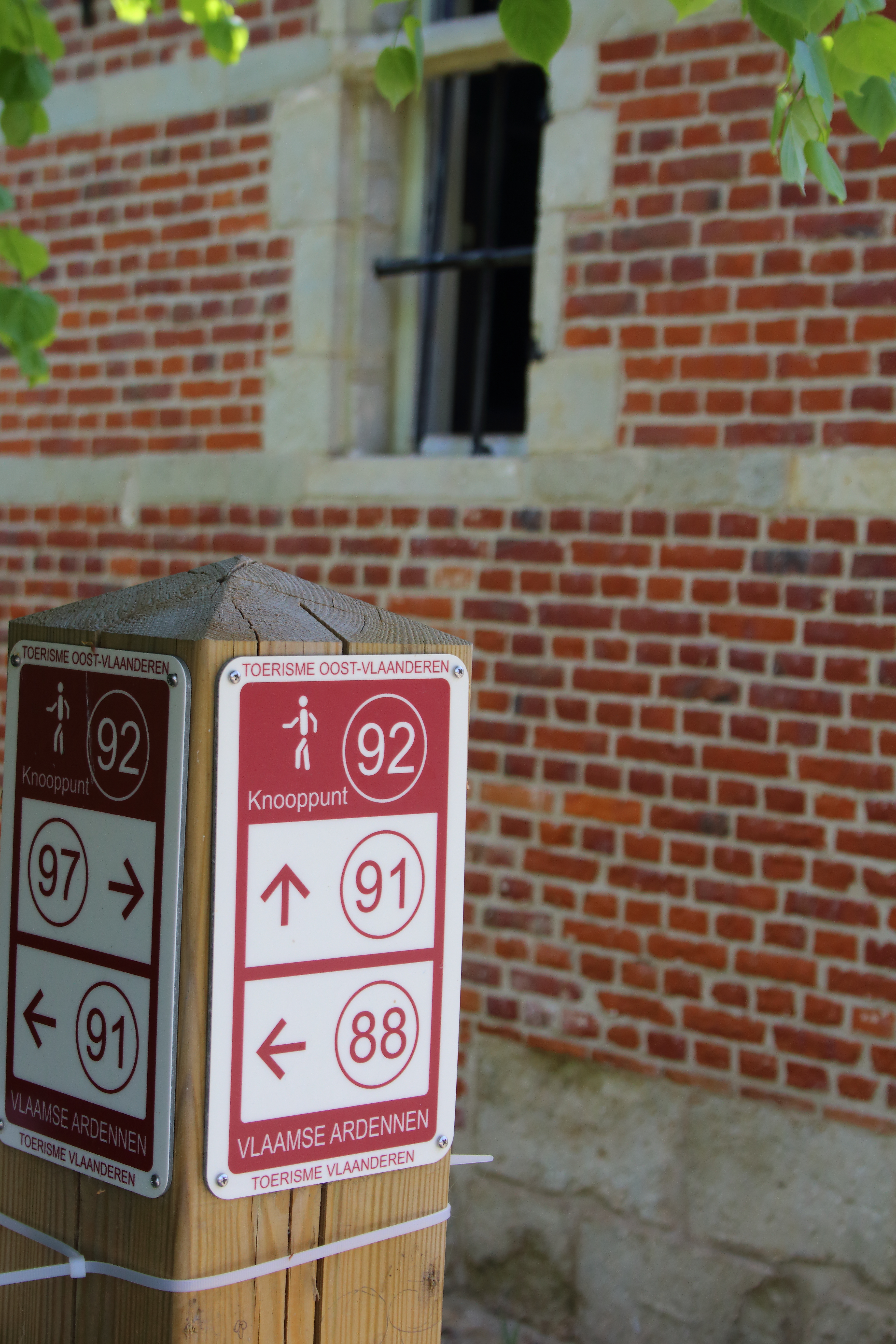
Wandelnetwerk Zwalmvallei, (Vlaamse Ardennen) in Zottegem

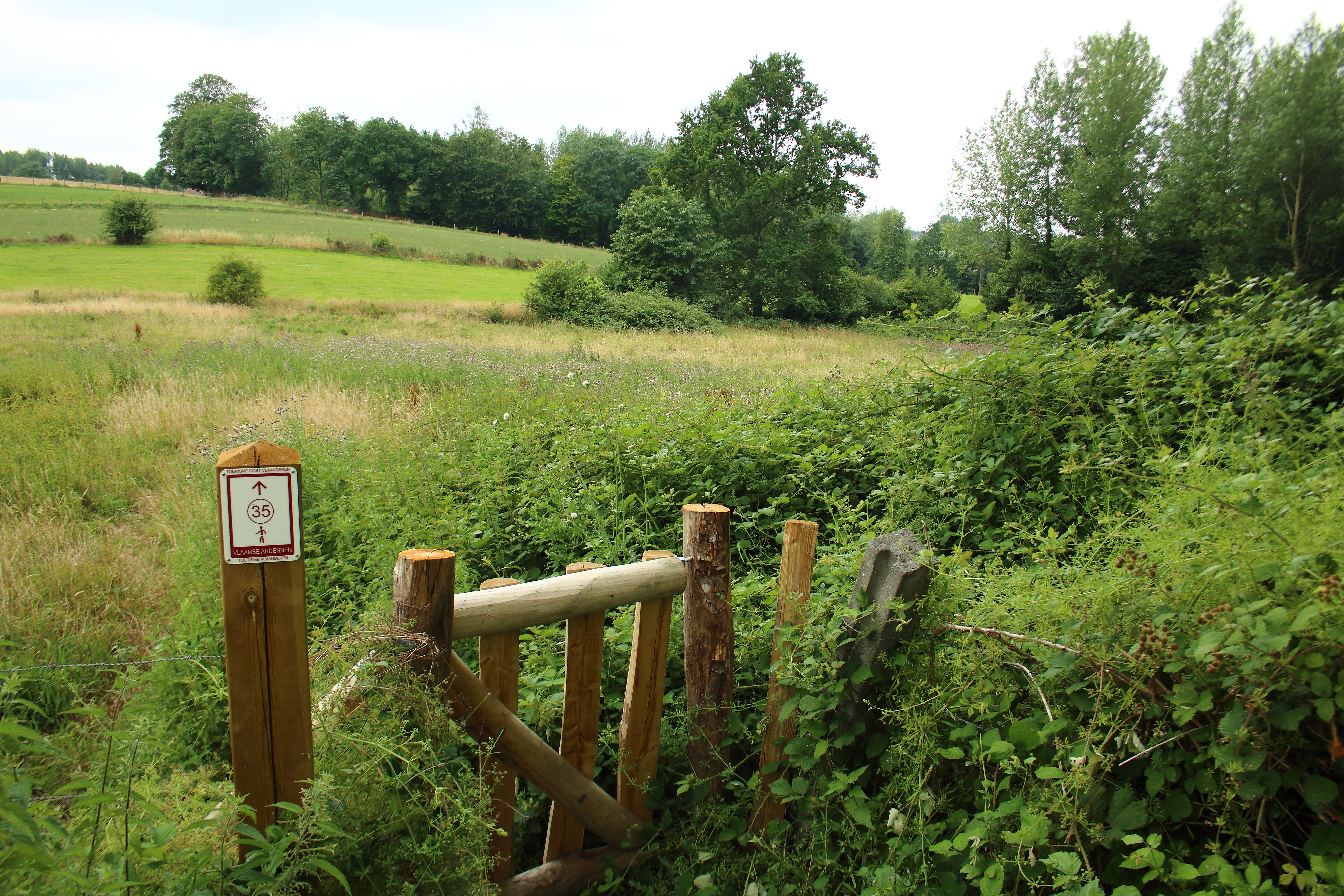
pad naar wandelknooppunt 35 van wandelnetwerk Vlaamse Ardennen - Wandelnetwerk Zwalmvallei, (Vlaamse Ardennen) in de Steenbergse bossen in Zottegem

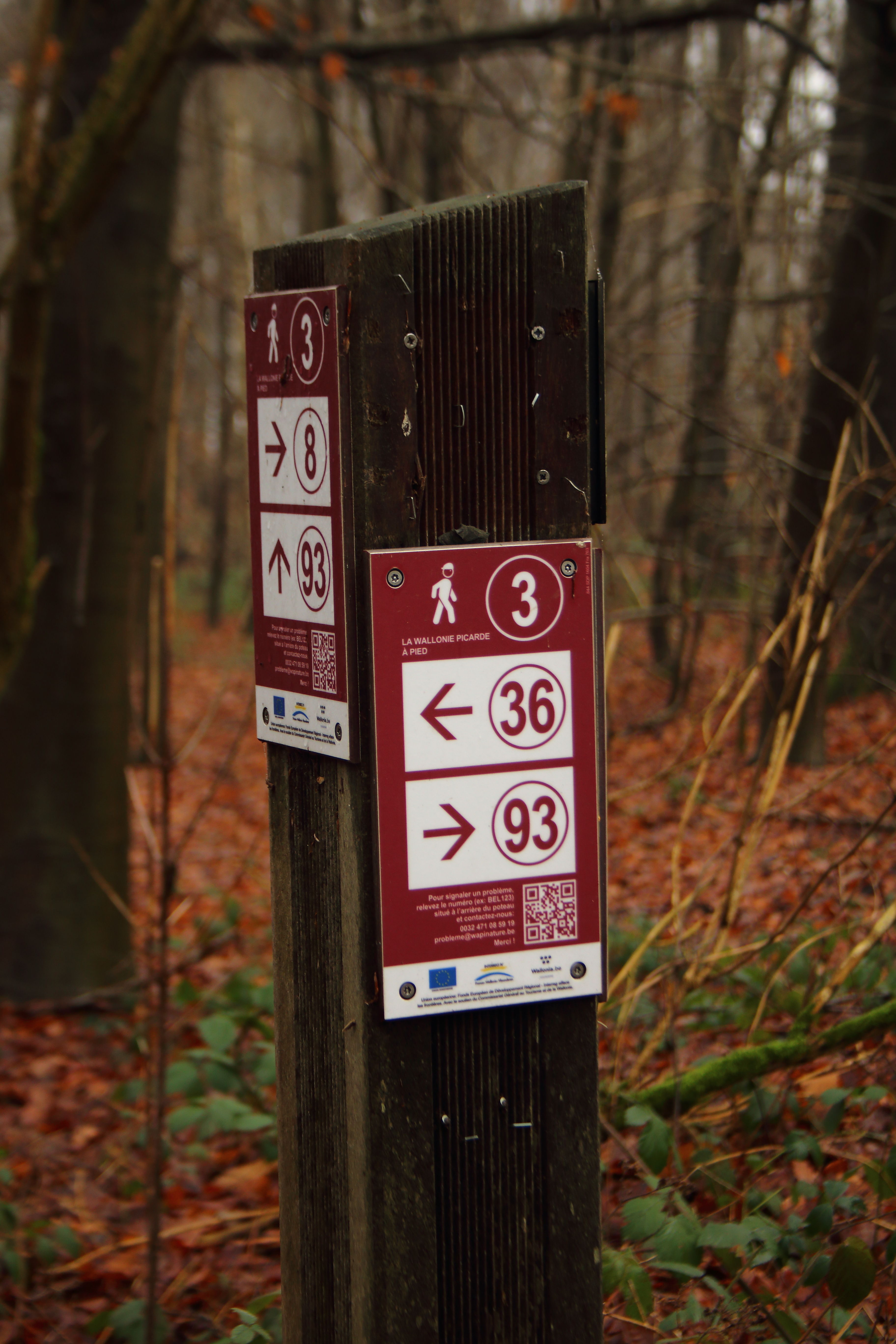
wandelnetwerk Pays des Collines

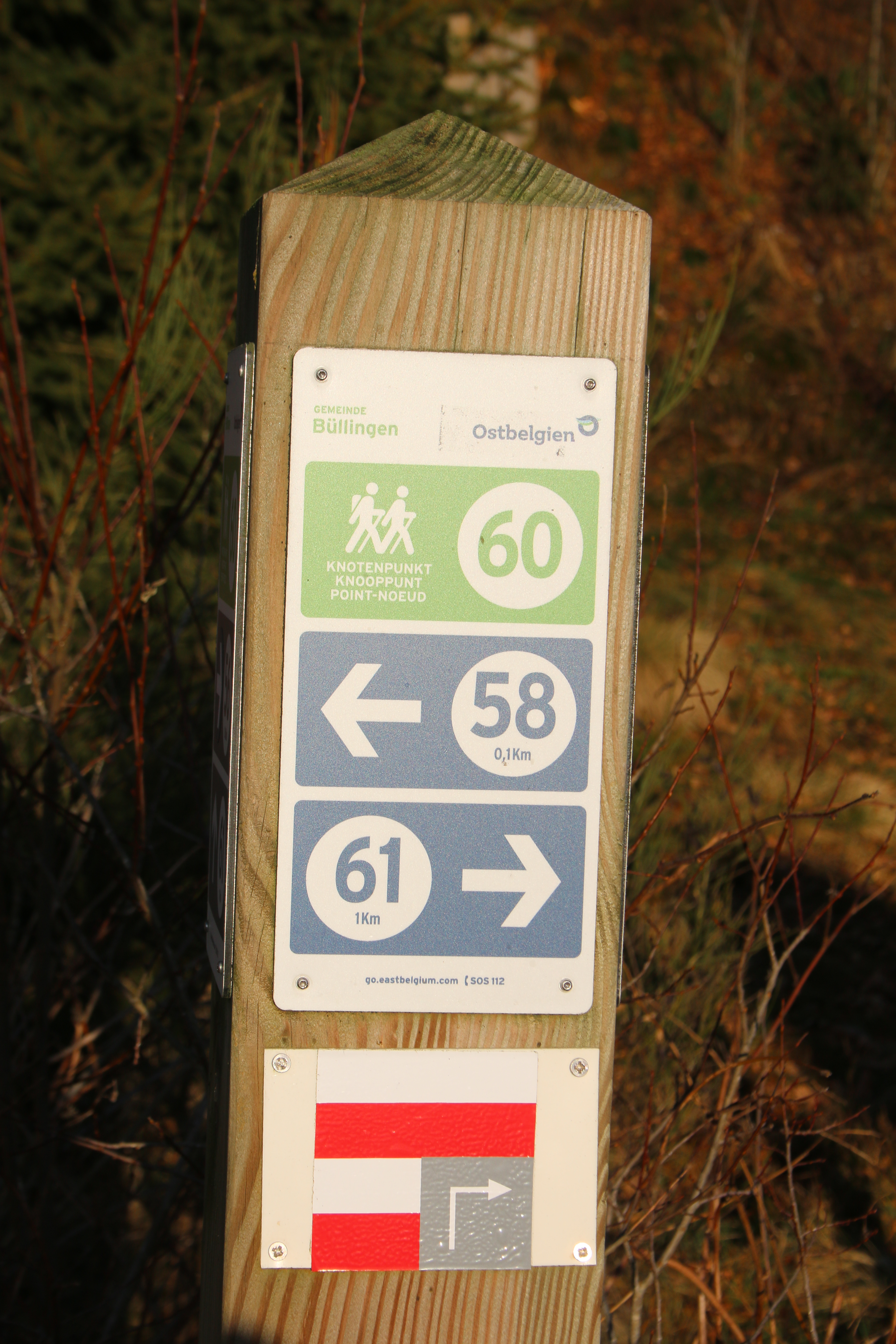
Wandelnetwerk Oostkantons

Een wandelnetwerk, wandelroutenetwerk of wandelknooppuntennetwerk is, in navolging van een fietsroutenetwerk, een netvormig systeem van wandelroutes, waarbij van knooppunt naar knooppunt wordt gewandeld. Zo kan men zelf zijn wandelroute samenstellen, dit in tegenstelling tot uitgezette wandelroutes, zoals rondwandelingen, Grote Route-paden of lange-afstandswandelingen.
Aangezien het wandelen langzamer gaat en meer paden gebruikt kunnen worden is een wandelnetwerk fijnmaziger dan een fietsroutenetwerk.

## Status in Vlaanderen
Vlaanderen kent de volgende lokale wandelnetwerken:

### Antwerpen
Regio Antwerpse Kempen:
- Wandelnetwerk de Merode
- Wandelnetwerk Kempense Heide
- Wandelnetwerk Kempense Beemden
- Wandelnetwerk Kempense Heuvelrug
- Wandelnetwerk Kempense Hoven
- Wandelnetwerk Kempense Kolonies
- Wandelnetwerk Kempens Landgoed
- Wandelnetwerk Kempense Meren
- Wandelnetwerk Kempense Netevallei
- Wandelnetwerk Grote Netewoud [1] (vroeger: Kempense Landduinen)

Regio Scheldeland / Rivierenland:
- Wandelnetwerk In het Land van Stille Waters
- Wandelnetwerk Rivierenland

### Limburg
Regio Haspengouw:
- Wandelnetwerk Bokkenrijders

Regio Limburgse Kempen:
- Wandelnetwerk Hoge Kempen
- Wandelnetwerk Kempen-Broek
- Wandelnetwerk Bosland
- Wandelnetwerk De Wijers [3][4]

Regio Maasland:
- Wandelnetwerk Maasvallei

Regio Voerstreek:
- Wandelnetwerk Voerstreek

### Oost-Vlaanderen
Regio Meetjesland:
- Wandelnetwerk Bulskampveld
- Wandelnetwerk Meetjeslandse Bossen
- Wandelnetwerk Meetjeslandse Kreken

Regio Scheldeland:
- Wandelnetwerk Kalkense Meersen Donkmeer
- Wandelnetwerk Scheldevallei Oost
- Wandelnetwerk Dendervallei Noord [6]
- Wandelnetwerk Dendervallei Zuid

Regio Vlaamse Ardennen:
- Wandelnetwerk Bronbossen
- Wandelnetwerk Getuigenheuvels Vlaamse Ardennen
- Wandelnetwerk Tussen Zwalm en Dender
- Wandelnetwerk Zwalmvallei

Regio Waasland
- Wandelnetwerk Moervaartvallei
- Wandelnetwerk Grenspark Groot-Saeftinghe

Regio Leiestreek
- Wandelnetwerk Poelberg-Baliekouter-Brielmeersen [8]

### Vlaams-Brabant
Regio Groene Gordel:
- Wandelnetwerk Pajottenland
- Wandelnetwerk Brabantse Wouden (voor 2022 Wandelnetwerk Zuid-Dijleland, later aangevuld met Zennevallei en Zoniënwoud)[9]
- Wandelnetwerk Brabantse kouters

Regio Hageland:
- Wandelnetwerk Getevallei
- Wandelnetwerk Hagelandse Heuvels
- Wandelnetwerk Demer en Dijle

### West-Vlaanderen
Regio Westhoek:
- Wandelnetwerk Heuvelland
- Wandelnetwerk De Blankaart
- Wandelnetwerk Ieperboog
- Wandelnetwerk Ieperboog Oost
- Rolstoelwandelnetwerk Westouter
- Wandelnetwerk IJzervallei
- Wandelnetwerk Hoppeland

Regio Kust:
- Wandelnetwerk Westkust
- Wandelnetwerk Kustwandelroute
- Wandelnetwerk Zwin

Regio Brugse Ommeland:
- Wandelnetwerk Bulskampveld
- Wandelnetwerk Velden en Meersen
- Wandelnetwerk Vloethemveld [11]

Regio Leiestreek:
- Wandelnetwerk Land van Mortagne
- Wandelnetwerk Land van Streuvels
- Wandelnetwerk Poelberg-Baliekouter-Brielmeersen [8]

## Status inWallonië

### Henegouwen
- Wandelnetwerk Pays des Collines

Tegen 2028 worden 5 netwerken (grensoverschrijdend met het Franse Noorderdepartement) gecreëerd:
- Comines-Warneton-Terre de balades
- Plaines Scarpe-Escaut
- Bavaisis et Haut-Pays
- ValJoly et Forêt du Pays de Chimay
- Forêt du Pays de Chimay à l’Ardenne

### Luik
- Wandelnetwerk Oostkantons

## Status inFrankrijk
In het Noorderdepartement bestaan drie wandelnetwerken:
- Wandelnetwerk Dunes de Flandre
- Wandelnetwerk Monts de Flandre
- Wandelnetwerk Kasselberg

## Status in Nederland

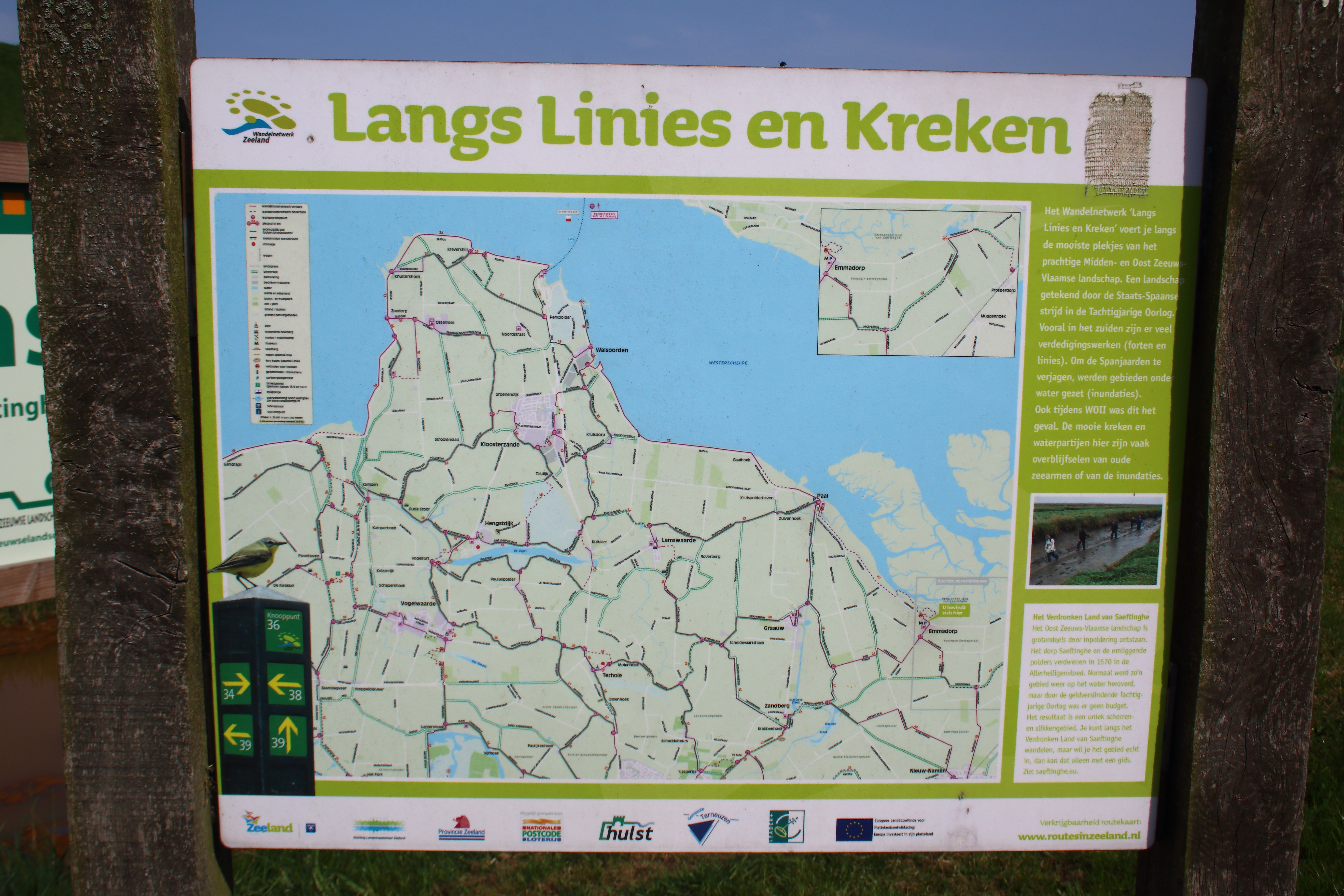
Wandelnetwerk Zeeland (Oost-Zeeuws-Vlaanderen): 'Langs linies en kreken'

Sinds 2007 is het interprovinciaal netwerk 'Waddenwandelen' (provincies Noord-Holland, Friesland en Groningen) opgericht met 1200 kilometer wandelpaden.

### ProvincieNoord-Brabant
In 2004 werd het eerste Nederlandse wandelnetwerk geopend, en wel in Oirschot. Het wandelnetwerk is nu meer dan 6000 kilometer lang .

### ProvincieZuid-Holland
De provincie Zuid-Holland promoot een wandelroutenetwerk c.q. een wandelknooppuntennetwerk.

### ProvincieNoord-Holland
Het wandelnetwerk in de provincie Noord-Holland omvat meer dan 2600 kilometer paden.

### ProvincieZeeland

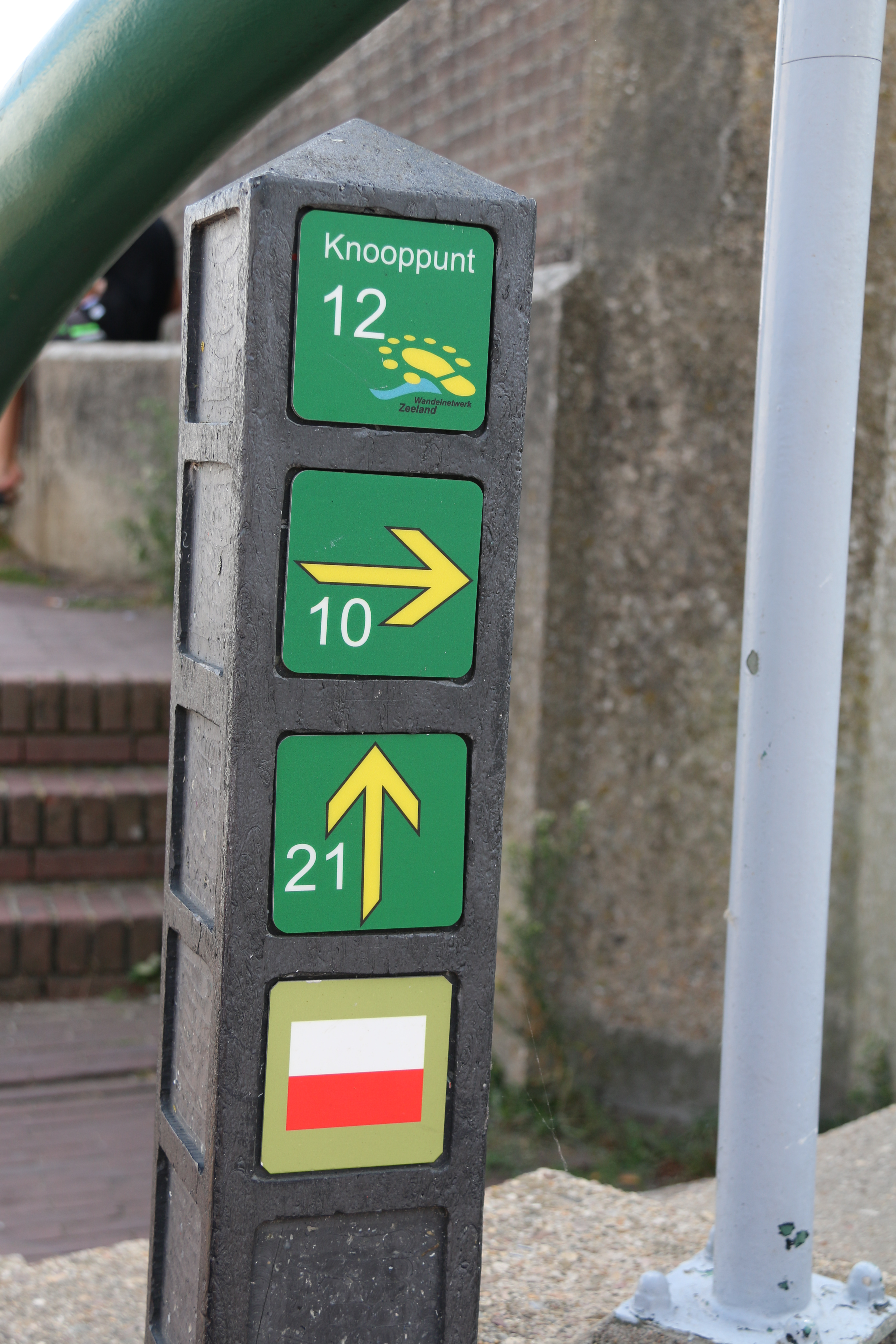
Wandelnetwerk Zeeland

Sinds 2010 werd een provinciaal wandelnetwerk uitgebouwd dat de hele provincie bedekt met meer dan 2200 kilometer wandelpaden. 

### ProvincieGelderland
Sinds 2014 zijn er in Gelderland verschillende wandelnetwerken uitgebouwd :
- Achterhoek (3000 kilometer)
- Goudsberg Middelpunt van Nederland
- Rivierenland (1000 kilometer)
- Rijk van Nijmegen - Zuid (100 kilometer)
- Veluwe [22]

### ProvincieUtrecht
Het wandelnetwerk Groene Hart omvat ongeveer 1100 kilometer wandelpaden. 

### ProvincieOverijssel
Het wandelnetwerk in Overijssel omvat de hele provincie en beslaat zowat 6200 kilometer wandelpaden. 

### ProvincieLimburg
In Noord- en Midden-Limburg zijn verschillende wandelnetwerken uitgetekend. In 2025 wordt er ook een wandelnetwerk Knopen Lopen Zuid-Limburg (Heuvelland) gecreëerd. 

### ProvincieFriesland
Het Friese wandelnetwerk bedekt de hele provincie met meer dan 3600 kilometer paden , waaronder Waddenwandelen.

### ProvincieFlevoland
Sinds 2015 is er een wandelnetwerk rond Almere.

### ProvincieGroningen
Groningen heeft een volledig digitaal wandelnetwerk zonder markeringen. Ook Waddenwandelen loopt deels door de provincie.

### ProvincieDrenthe

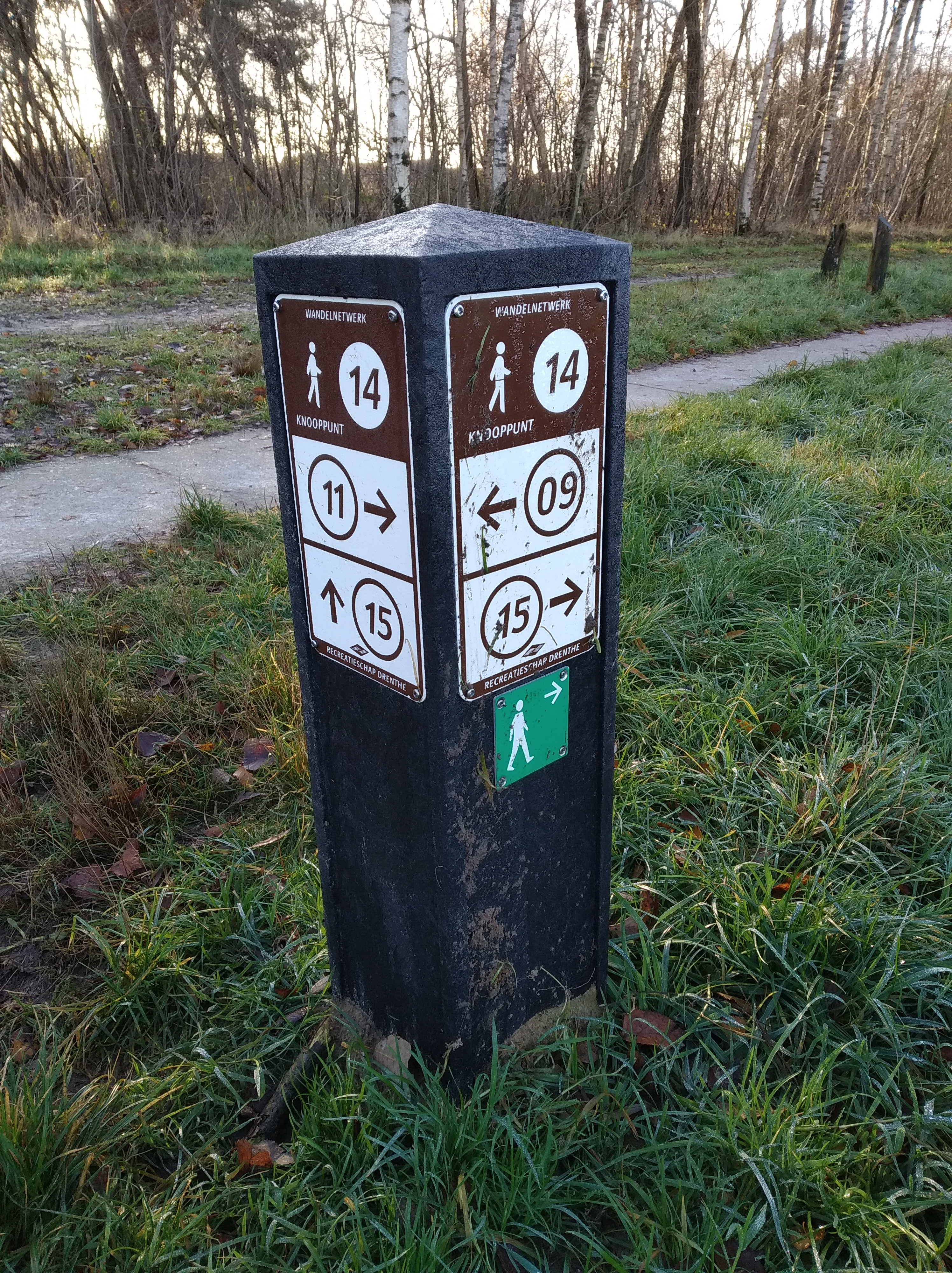
Knooppunt 14 in wandelnetwerk Westerveld

Sinds 2017 is er een wandelnetwerk in gemeente De Wolden met 270 kilometer wandelpaden.
In 2019 is fase 1 van het wandelnetwerk in de gemeente Westerveld gereedgekomen.